# Baroville
Baroville ist eine französische Gemeinde mit 268 Einwohnern (Stand: 1. Januar 2022) im Département Aube in der Region Grand Est (vor 2016 Champagne-Ardenne); sie gehört zum Arrondissement Bar-sur-Aube und ist Teil des Kantons Bar-sur-Aube. Die Einwohner werden Barovillois genannt.

## Geographie
Baroville liegt etwa 50 Kilometer ostsüdöstlich von Troyes. Umgeben wird Baroville von den Nachbargemeinden Fontaine im Norden und Nordwesten, Bayel im Norden und Osten, Longchamp-sur-Aujon im Südosten, Ville-sous-la-Ferté im Süden und Südosten, Arconville im Süden, Urville im Westen und Südwesten sowie Couvignon im Westen und Nordwesten.

## Bevölkerungsentwicklung
| Jahr                       | 1962 | 1968 | 1975 | 1982 | 1990 | 1999 | 2006 | 2011 | 2017 |
| Einwohner                  | 358  | 367  | 333  | 350  | 333  | 329  | 345  | 336  | 306  |
| Quellen: Cassini und INSEE |      |      |      |      |      |      |      |      |      |

## Sport
Im Jahr 2024 führte die Tour de France auf der 9. Etappe durch Baroville. Auf der D70 wurde mit der Côte de Baroville (363 m) eine Bergwertung der 4. Kategorie abgenommen. Diese wies auf einer Länge von 2,8 Kilometern eine durchschnittliche Steigung von 4,8 % auf. Der Spanier Alex Aranburu gewann die Bergwertung. Im unteren Teil führte der Anstieg über eine schmale, unbefestigte Schotterstraße, die mehrere Fahrer zum Absteigen zwang. Der Mitfavorit Primož Roglič verlor den Kontakt zu den anderen Gesamtklassement-Fahrern, konnte die Lücke auf den anschließenden Kilometern jedoch wieder schließen.

## Sehenswürdigkeiten
- Kirche Saint-Étienne aus dem 18. Jahrhundert

## Persönlichkeiten
- Edme Mongin (1668–1746), Bischof von Bazas (1724–1746)